# 앵거스 맥애스킬
앵거스 맥애스킬(영어: Angus MacAskill, 1825년 ~  1863년)은 스코틀랜드 태생의 캐나다 거인이다. 1981년 기네스 세계 기록은 앵거스 맥애스킬을 역사상 가장 힘이 센 사람이며, 거인증에 걸리지 않은 사람 중 가장 키가 큰 사람으로 인정했다.